# Novint Technologies
Novint Technologies, Inc. är ett företag baserat i Albuquerque, New Mexico som utvecklar och säljer  haptiska kontroller och hjälpmedel. Deras mest kända produkt är Novint Falcon, en nydanande "uppgradering" från de mer traditionella kontrollerna.

## Fotnoter
1. ↑  Daniel Claeson (5 juni 2008). ”Gadget som gjorde ont”. Göteborgs-Posten. http://www.gp.se/gp/jsp/Crosslink.jsp?d=444&a=425385.[död länk]